# (37189) 2000 WJ62
2000 WJ62 (asteroide 37189) é um asteroide da cintura principal. Possui uma excentricidade de 0.06366370 e uma inclinação de 17.37231º.
Este asteroide foi descoberto no dia 23 de novembro de 2000 por NEAT em Haleakala.